# Hell Can Wait
Albums de Vince Staples
Shyne Coldchain Vol. 2
(2014) Summertime '06
(2015)
Singles
1. Blue Suede
Sortie : 15 août 2014
2. Hands Down
Sortie : 9 septembre 2014

Hell Can Wait est le premier EP de Vince Staples, sorti le 7 octobre 2014.

## Historique
Le 11 août 2014, Staples annonce sur compte Twitter un nouveau single, Blue Suede. Il revèle dans une interview que l'enregistrement du morceau n'a pris qu'une journée. La sortie de l'EP est d'abord prévue pour septembre 2014 mais le rappeur californien doit reculer la date en raison de problèmes dû à l'utilisation d'un sample. Hell Can Wait sort finalement le 7 octobre 2014.

## Réception
Hell Can Wait est accueilli favorablement par la critique à sa sortie, recevant la note de 80/100 sur le site Metacritic, basé sur huit critiques.
Stefen F. Kearse de Paste est convaincu par le travail de Staples : « Hell Can Wait est un EP dense et enrichissant d'un rappeur qui est résolument sérieux au sujet de son art ». Dans une critique un peu plus nuancée, David Jeffries résume : « Arrivé à 24 minutes et avec sept cuts sur la liste des titres, ceci est de la taille d'un EP et n'est pas assez long pour l'image complète de l'artiste, mais cela dit, il n'y a pas de remplissage non plus ».

## Liste des pistes
Toutes les chansons sont écrites et composées par Vince Staples.
| No | Titre                                                                | Contient un (des) sample(s)                                                       | Durée |
| -- | -------------------------------------------------------------------- | --------------------------------------------------------------------------------- | ----- |
| 1. | Fire (Produit par Anthony Kilhoffer)                                 |                                                                                   | 2:16  |
| 2. | 65 Hunnid (Produit par Infamous)                                     |                                                                                   | 3:05  |
| 3. | Screen Door (featuring Aston Matthews – Produit par Hagler)          | Cell Therapy de Goodie Mob Straight Outta Compton de N.W.A                        | 4:07  |
| 4. | Hands Up (Produit par No I.D.)                                       |                                                                                   | 3:19  |
| 5. | Blue Suede (Produit par Hagler)                                      | Bitches Ain't Shit de Dr. Dre et Snoop Dogg feat. Daz Dillinger, Kurupt et Jewell | 3:38  |
| 6. | Limos (featuring Teyana Taylor – Produit par Hagler et Jordan Lewis) | I Can Love You de Mary J. Blige feat. Lil Kim                                     | 3:32  |
| 7. | Feelin' the Love (Produit par Hagler)                                |                                                                                   | 3:30  |

## Classements
| Classements (2014)                  | Meilleure position |
| ----------------------------------- | ------------------ |
| États-Unis (Billboard 200)          | 90                 |
| États-Unis (Top R&B/Hip-Hop Albums) | 15                 |